# Sîzran
Sîzran (în rusă Сызрань) este un oraș din Regiunea Samara, Federația Rusă și are o populație de 188.107 locuitori.